# Edvard Sandvik
Edvard Sandvik (* 25. Oktober 2001) ist ein norwegischer Skilangläufer.

## Werdegang
Sandvik, der für den Kjelsas IL startet, nahm bis 2021 an Juniorenrennen teil. Dabei wurde er in der Saison 2018/19 über 10 km klassisch sowie über 15 km Freistil jeweils norwegischer Juniorenmeister und gewann beim Europäischen Olympischen Winter-Jugendfestival 2019 in Sarajevo die Silbermedaille über 7,5 km Freistil. Zudem belegte er dort den 23. Platz über 10 km klassisch und den achten Rang im Sprint. Bei den Junioren-Skiweltmeisterschaften 2021 in Vuokatti holte er die Goldmedaille mit der Staffel. Zudem kam er dort auf den 21. Platz im 30-km-Massenstartrennen und auf den sechsten Rang über 10 km Freistil. Seine ersten Rennen im Scandinavian-Cup lief er im Dezember 2021 in Beitostølen, die er auf dem 55. Platz im Sprint und auf dem 19. Rang über 15 km Freistil beendete. Nach Platz fünf über 10 km Freistil beim FIS-Rennen in Gålå zu Beginn der Saison 2022/23, gab er in Lillehammer sein Debüt im Weltcup und holte dort mit dem 19. Platz über 10 km Freistil seine ersten Weltcuppunkte.